# یووا (نووی پازار)
یووا (به صربی: Jova) یک منطقهٔ مسکونی در صربستان است که در نووی پازار واقع شده‌است.